# 산청 심적정사 석조불상군
산청 심적정사 석조불상군(山淸 深寂精寺 石造佛像群)은 대한민국 경상남도 산청군 산청읍에 있는 석조불상군이다. 1996년 3월 11일 경상남도의 유형문화재 제310호로 지정되었다.

## 개요
원래 심적사는 산청읍 내리에 있었던 절로서, 통일신라 말기인 929년(경순왕3)에 세웠다고 하지만 세운 사람이나 그 이후의 내력에 대해서는 알려진 바가 없다.
이곳의 석조불상군은 원래 심적사에 있었던 것이다. 그러나 한국 전쟁 때 이 절이 불에 타버리는 바람에 동봉(東峰)스님이 이 불상을 삼봉산(三峰山)의 동룡굴에 잠시 모셔두었다.
심적정사가 지리에 재건되고 나한전을 세우면서 이 불상을 다시 이곳으로 옮겨와 봉안하였다. 원래는 22기의 불상이 있었는데, 1기는 한국 전쟁 때 분실되었다고 한다. 본존불(本尊佛)인 석가모니불을 비롯하여 16나한상 등 21기의 불상 모두 조선 초기에 만들어진 것으로 보인다. 나한전은 달리 응진전(應眞殿)이라고도 한다. 이곳의 신앙 중심은 본존불인 석가모니불보다 오히려 그 제자인 16나한이다. 16나한은 수행이 완성되어 이미 성자의 위치에 오른 수많은 나한 중에서도 부처의 열반(涅槃) 후, 중생에게 그 복덕(福德)을 성취하게 하고 올바른 정법(正法)으로 인도하겠다는 바람을 세운 성자들이다. 이들은 일찍이 많은 영험담으로 인해 민간에서 나한신앙으로 신봉되었다.

## 참고 문헌
- 산청 심적정사 석조불상군 - 국가유산청 국가유산포털